# 脊梁 (松本清張)
『脊梁』（せきりょう）は、松本清張の短編小説。『別册文藝春秋』1963年12月号に掲載され、1966年6月に短編集『ベイルート情報』収録の1作として、文藝春秋（ポケット文春）より刊行された。
1982年にテレビドラマ化されている。

## あらすじ
川田トモ子は村尾宗一の許婚であった。ある晩、宗一の部屋に泊まったトモ子は、夜中に目が覚め、傍に宗一の姿が見えないのに気づく。時計は1時25分を示していた。次に目が覚めた時、宗一はトモ子にその時はトイレに行っていたと答えた。時計の針は2時40分をさしていた。その夜、同じ町内に住む下井竜右衛門夫婦が、メッタ刺しにされ殺される事件が発生した。宗一が一時的に自分の傍にいなかったことを思い出し、トモ子は不安になった。宗一は、変に疑われたら困るからと言って、不在の件を黙っているよう頼み、トモ子も同意する。しかし、宗一の飲み仲間・倉岡文平が容疑者として逮捕され、文平は宗一が共犯者であると陳述したため、宗一は警察に連行されることになった。宗一は、犯行の行われた時間に自分はトモ子と居たと言い、無実を主張する。
トモ子は宗一の当夜のアリバイを証明する唯一の証人となった。トモ子は宗一の一時的な不在を誰にも言わなかった。警察や検事は微妙なところで罠をかけてくるという恐怖心があった。年月は流れ、裁判は長引いていった。家族はトモ子の今後を心配するが、トモ子は宗一のことを忘れられず、拘置所にいる宗一への差し入れを続ける。弁護士の小松と須山は、今度こそ宗一を無罪にすると言ってトモ子を励ました。しかし、苦労を重ねるトモ子の前に、思わぬ蹉跌が待ち受けていた…。

## テレビドラマ
「松本清張の脊梁」。1982年10月12日、日本テレビ系列の「火曜サスペンス劇場」枠（21:02-22:54）にて放映。視聴率21.4％（ビデオリサーチ調べ、関東地区）。脚本家一色伸幸のデビュー作である。
キャスト
- 川田トモ子：池上季実子
- 村尾宗一：清水健太郎
- 加藤治子
- 中尾彬
- 時田優
- 松橋登
- 名古屋章
- 山本ゆか里
- 大石吾朗
- 城戸真亜子
- 工藤堅太郎
- 梅津栄
- 宗近晴見
- 披岸喜美子
- 三遊亭遊三

スタッフ
- 脚本：古田求、一色伸幸
- 監督：山根成之
- 撮影：長沼六男
- 現像：東洋現像所
- プロデュース：中村良男（日テレ）、樋口清（松竹）、林悦子（霧プロダクション）
- 制作：松竹、霧プロダクション

| 日本テレビ系列 火曜サスペンス劇場                     | 日本テレビ系列 火曜サスペンス劇場 | 日本テレビ系列 火曜サスペンス劇場                  |
| 前番組                                                | 番組名                            | 次番組                                             |
| ----------------------------------------------------- | --------------------------------- | -------------------------------------------------- |
| 殺したくないのに （原作：バリ・ウッド） （1982.10.5） | 松本清張の脊梁 （1982.10.12）     | 京都連続殺人事件 （原作：山村美紗） （1982.10.19） |